# Diêm hoàng hậu (Hán An Đế)
An Tư Diêm hoàng hậu (chữ Hán: 安思閻皇后; ? - 19 tháng 2, 126), thường xưng Diêm thái hậu (閻太后), là Hoàng hậu duy nhất của Hán An Đế Lưu Hỗ, vị Hoàng đế thứ sáu của Đông Hán trong lịch sử Trung Quốc.
Bà là một Hoàng hậu có tham vọng, muốn nắm quyền triều đình Hán thông qua thế lực ngoại thích họ Diêm của dòng họ bà, nhưng kết cục thất bại và bi thảm. Thời đại Đông Hán dưới thời Diêm thái hậu cùng ngoại thích thao túng đã vướng vào vòng xoáy tranh đấu gay gắt và mãnh liệt, khiến căn cơ của Đông Hán bị thương tổn.

## Tiểu sử
An Tư Diêm hoàng hậu, húy Cơ (姬), người Huỳnh Dương, Hà Nam, Trung Quốc, xuất thân danh môn. Tổ phụ là Thượng thư, Bộ binh Giáo úy Diêm Chương (閻章), một đại thần thời Hán Minh Đế Lưu Trang. Phụ thân Diêm Sướng (閻暢). Diêm thị gia tộc khi đó có hai người con gái là Quý nhân trong hậu cung của Hán Minh Đế. Diêm Chương thời Hán Minh Đế đã bị bãi chức do Minh Đế không muốn thế lực ngoại thích hoành hành. Theo Hậu Hán thư, Diêm Cơ còn nhỏ đã nối tiếng là có nhan sắc xinh đẹp và thông tuệ.
Năm Vĩnh Sơ nguyên niên (107), Diêm thị vào hầu Hán An Đế Lưu Hỗ, được sủng ái, phong làm Quý nhân. Năm sau (108), lập làm Hoàng hậu, cha bà là Diêm Sướng được phong Nghi Xuân hầu (宜春侯), thực ấp 5.000 hộ. Diêm hậu có tính ghen, không lâu sau khi sắc phong, bà đã đầu độc chết Lý cung nhân, người đã sinh cho Hiếu An Đế vị hoàng tử duy nhất là Lưu Bảo.
Năm Vĩnh Ninh nguyên niên (120), ngày 11 tháng 4, dưới sự chủ trì của Đặng Thái hậu, Hoàng tử Lưu Bảo được lập làm Hoàng thái tử. Diêm hậu tuy độc sủng, nhưng vẫn không thể sinh con, nên đối với Thái tử Lưu Bảo rất bất mãn.
Năm Kiến Quang nguyên niên (121), sau khi Đặng Thái hậu qua đời, Hán An Đế vào lúc này mới chính thức bước vào thời kỳ mà đích thân ông chấp chính. Ngay từ khi lên ngôi, Hán An Đế do hiềm khích với Đặng Thái hậu, muốn xóa sạch hình ảnh của bà trong triều nên đã thay thế bộ máy chính quyền cũ từ thời Đặng Thái hậu, thay thế bằng nhiều đại thần mà ông tin tưởng. Trong đó, đáng kể nhất là ông dòng ngoại thích của Diêm hậu, sau khi truy phong Diêm Sướng, các anh của Diêm hậu là Diêm Hiển (阎显), Diêm Cảnh (阎景), Diêm Diệu (阎耀) và Diêm Yến (阎晏) đều ngay lập tức được trọng dụng, ban cho tước Hầu.
Trong những người này, Diêm Hiển có bản lĩnh và thế lực nhất, đầu tàu cho ngoại thích họ Diêm trong triều đình, sau khi Diêm Sướng qua đời đã thế tập 5.000 thực ấp từ tước Nghi Xuân hầu; sang năm Diên Quang nguyên niên (122) được cải phong Trường Huyện hầu (長縣侯), thực ấp 13.500 hộ, truy tôn mẹ của Diêm hậu làm Huỳnh Dương quân (滎陽君), các con của Diêm Hiển và Diêm Cảnh tuy còn nhỏ cũng được phong Hoàng môn thị lang (黃門侍郎). Trong suốt triều đại của Hán An Đế, Diêm hậu có ảnh hưởng đến An Đế rất lớn, nhiều việc làm của bà có ảnh hưởng xấu đến tình hình chính trị của triều đình nhà Hán.
Năm Diên Quang thứ 3 (124), Diêm hậu cùng Đại trường thu Giang Kinh (江京) và Trung thường thị Phiền Phong (樊豐) đổ tội cho Thái tử Lưu Bảo, lúc đó mới 9 tuổi và khiến An Đế phế truất Thái tử, giáng làm Tế Âm vương (濟陰王).

## Mưu việc phế lập
Năm Diên Quang thứ 4 (125), mùa xuân, Diêm hậu cùng Hán An Đế đi lên tế bái Chương lăng, trên đường thì An Đế đổ bệnh. Sang ngày 10 tháng 3 ÂL, An Đế băng thệ tại huyện Diệp, thọ 31 tuổi.
Diêm hậu không lập tức phát tang ông, mà triệu gọi anh là Diêm Hiển vào cung bàn bạc, nói:"Hiện giờ Hoàng đế đương trên đường giá băng, Tế Âm vương còn ở trong triều, nếu các quan biết Bệ hạ đã băng hà, tất sẽ phù trợ Tế Âm vương kế vị, thế thì thực sự là đại họa lâm đầu rồi!". Bọn họ bèn giấu chuyện An Đế đã băng hà, nói Hoàng đế bị bệnh cấp tính, thiết trí trong ngoài đều hoạt động như cũ. Ngày 13 tháng 3, xa giá trở về hoàng cung, sang ngày 14, Diêm hậu sai quan viên đến Tông miếu, Xã tắc, gỉ vờ cầu đảo cho Hoàng đế mau khỏi bệnh. Ngay tối đó, Diêm hậu bắt đầu tuyên bố An Đế giá băng, chính thức phát tang. Diêm hậu trở thành Hoàng thái hậu, lâm triều xưng chế, Diêm Hiển trở thành Xa kỵ tướng quân, kiêm Nghi đồng tam ti, nắm toàn quyền triều đình.
Diêm thái hậu cùng nhà họ Diêm mưu đồ độc tài triều đình, bèn chọn một người họ hàng xa trong hoàng thất là Bắc Hương hầu Lưu Ý, con của Tế Bắc Huệ vương Lưu Thọ, con thứ của Hán Chương Đế. Ngày 28 tháng 3, Lưu Ý vội vàng kế vị, sử gọi Đông Hán Tiền Thiếu Đế.
Đông Hán Tiền Thiếu Đế Lưu Ý chỉ sống 7 tháng thì bệnh nặng. Diêm Hiển cùng Giang Kinh túc trực bên Lưu Ý, nhân khi không có người bèn mật mưu:"Bắc Hương hầu một khi bệnh không dậy nổi, người kế thừa Hoàng vị nên lập tức quyết định. Khi trước chúng ta không lập Tế Âm vương, bây giờ lại lập, tất sẽ mang oán hận. Chúng ta nên chọn một trong số các vị Vương tử dòng xa, đó mới là thượng sách!". Ngày 27 tháng 10, Lưu Ý băng hà. Ấu đế băng hà, Diêm thái hậu và Diêm Hiển bàn nhau đưa quân vào chiếm lấy cung điện và chưa vội phát tang, còn điều động các con của Tế Bắc vương cùng Hà Gian vương vào kinh, mưu việc lựa người tôn lập.
Hoạn quan Tôn Trình (孫程) biết mưu đó bèn liên kết với 18 hoàng môn quan, cùng nhau lập Lưu Bảo lên ngôi, tức là Hán Thuận Đế. Diêm thái hậu cùng Diêm Hiển xua quân đội đánh với quân của Tôn Trình, kết quả Diêm thái hậu đại bại. Dòng họ Diêm kể cả Diêm Hiển đều đã bị xử tử.

## Giam cầm và qua đời
Sau khi họ Diêm đại bại, Diêm thái hậu bị giam cầm trong ly cung. Mới đầu, Nghị lang Trần Thiền (陈禅) cho rằng:"Diêm thái hậu cùng Bệ hạ không có ân tình mẫu tử, thần kiến nghị nên dời Thái hậu đến chỗ khác, không nhận bái triều kiến". Các quần thần nghị luận việc này đều tán đồng, nhưng Tư Đồ duyện là Chu Cử (周举) lại nói:
| “                                   | 群臣议者咸以为宜。司徒掾汝南周举谓李郃曰："昔瞽瞍常欲杀舜，舜事之逾谨；郑武姜谋杀庄公，庄公誓之黄泉，秦始皇怨母失行，久而隔绝，后感颍考叔、茅焦之言，复修子道；书传美之。今诸阎新诛，太后幽在离宫，若悲愁生疾，一旦不虞，主上将何以令于天下！如从禅议，后世归咎明公。宜密表朝廷，令奉太后，率群臣朝觐如旧，以厌天心，以答人望！ . Từ trước, Cổ Tẩu nhiều lần muốn mưu sát Thuấn, mà Thuấn đối phụ thân càng hiếu thuận. Mẫu thân của Trịnh Trang công là Vũ Khương muốn mưu sát Trang công, Trang công thề:"Chưa đến hoàng tuyền thì không gặp lại"; hay như Tần Thủy Hoàng oán hận mẫu thân Triệu Cơ, vĩnh viễn không gặp mặt. Nhưng rồi các vị ấy đều được Dĩnh Khảo Thúc, Mao Tiêu khuyên can, chấn tu hiếu đạo. Sách sử đối những việc này, đều thập phần khen. Hiện tại, anh em Diêm Hiển đều đã đền tội, Thái hậu bị giam tại Ly cung, nếu sầu bi sinh bệnh, một khi phát sinh chuyện, Hoàng thượng sẽ dùng danh nghĩa gì hiệu lệnh thiên hạ?! Nếu tiếp thu ý kiến của Trần Thiền, người đời sau đều sẽ đem mọi tội lỗi đổ lên đầu người. Thần thỉnh Bệ hạ cung dưỡng Thái hậu, suất lĩnh bá quan văn võ triều kiến, lấy hiếu thuận cảm thiên, cũng đoái nghĩ thành toàn dân tâm thiên hạ! | ” |
| — Kiến nghị không phế Diêm Thái hậu | |   |

Năm Vĩnh Kiến nguyên niên (126), ngày 19 tháng 2, Diêm thái hậu băng thệ, tại vị 12 năm, thụy hiệu là An Tư hoàng hậu (安思皇后). Sau đó, Hán Thuận Đế phát tang bà và cải táng ở Cung lăng (恭陵).